# La Mort du toréro
La mort du torero et son pendant La mort de la femme torera sont deux toiles de Pablo Picasso peintes en 1933. Elles font partie de son cycle sur la corrida et sur la minautoromachie. Deux tableaux de petites dimensions qui se trouvent au Musée Picasso (Paris) et qui proviennent de la collection personnelle du peintre, baptisés par le reporter-photographe David Douglas Duncan  les Picasso de Picasso. 

## Contexte
Comme dans les années 1920, Picasso se concentre essentiellement sur le taureau et sur le cheval qui sont pour lui les principaux acteurs de la tauromachie. On peut voir dans cet enlacement amoureux mortel entre le taureau et le matador, une sorte de carnage, métaphore de la dégradation des rapports de Picasso avec sa femme Olga. De même, selon le poète et ami Juan Larrea, qui rapportait une confidence de Picasso, la mort de la femme torera était un signe de ses tribulations conjugales au moment où Marie-Thérèse Walter venait d'apparaître dans sa vie. Toujours selon ce témoignage, l'artiste se serait assimilé au taureau qui fait souffrir avant de mourir, le cheval blanc représentant sa victime.

## Description
Le thème des deux tableaux se situe dans une arènes. Au premier plan, une scène de corrida où l'on peut voir le taureau, un cheval et un être humain emporté par l'animal de combat. Il s'agit du torero habillé de sa cape dans la première toile et la femme du torero, nue à l'exception de ses bas, dans la seconde. Dans les deux scènes les proportions du taureau sont démesurées par rapport au cheval. 
Le traitement de la tête du cheval, retourné, bouche ouverte, annonce clairement Guernica peinte quatre ans plus tard. 

### La mort du toréro
Il paraît vraisemblable que ce tableau reflète la terrible mort du torero Gitanillo de Triana dont Hemingway écrivait qu'il 
« avait le courage allègre et un sentiment de l'honneur qui donne l'impression qu'il va recevoir un coup de corne à tout moment ». Cette période est celle de ses plus violentes peintures de tauromachie. La mort du matador reflète exactement l'état d'esprit du peintre : le torero soulevé en l'air comme un pantin, le cou du cheval tordu de douleur, le sang qui s'échappe de son ventre, le taureau lui-même souffrant. Tout dans cette composition est dramatique.
On peut voir dans ce tableau, peint en 1933 (l'année de l'arrivée au pouvoir d'Hitler), une dénonciation de la violence du régime nazi à travers la violence du taureau[réf. souhaitée].

### La mort de la femme torera
Cette œuvre aux couleurs moins violentes que la précédente est encore plus poignante parce que la violence y est plus légèrement suggérée avec un cheval minuscule, soulevé comme un insecte par un immense taureau. Le corps de la femme nue est imbriqué dans celui du cheval. Les gradins paraissent vides les subalternes minuscules sont très loin de la scène du drame. On a pu voir dans la charge du taureau un élan ouvertement amoureux.
La femme torero est un personnage qui apparaît en 1933 sur plusieurs toiles (Femme torera 111, Marie-Thérèse en femme torero), en parallèle avec la liaison du peintre avec Marie-Thérèse Walter et sa rupture avec Olga. Cette toile peinte le 19 septembre 1933 oppose la brutalité de la charge du taureau à la souffrance du cheval.

## Liens
- La Mort du taureau